# Àrria Gal·la
Àrria Gal·la (en llatí Arria Galla) era una dama romana del segle i.
Va ser la primera dona de Domici Sil i després de Calpurni Pisó, el que va conspirar contra l'emperador Neró l'any 66, segons explica Tàcit als seus Annals.